# We Can (EP)
We Can là EP thứ hai của nhóm nhạc nữ Hàn Quốc Weeekly. Nó được phát hành vào ngày 13 tháng 10 năm 2020 bởi Play M và được phân phối bởi Kakao M. Phiên bản vật lý của EP có hai phiên bản: "Orb" và "Wave". Album chứa 5 ca khúc, bao gồm cả ca khúc chủ đề "Zig Zag". 

## Bối cảnh phát hành
Vào ngày 21 tháng 9 năm 2020, Play M Entertainment đã đăng tải một bức ảnh teaser và thông báo rằng Weeekly sẽ trở lại với EP thứ hai We Can của họ. 
Vào ngày 25 tháng 9, họ đã phát hành bộ ảnh concept đầu tiên cho We Can.  Vào ngày 29 tháng 9, họ đã phát hành bộ ảnh concept thứ hai cho We Can.  6 ngày sau, vào ngày 5 tháng 10, danh sách bài hát cho We Can được đăng tải. Nó cũng tiết lộ "Zig Zag" là đĩa đơn chính.  Vào ngày 7 tháng 10, video highlight medley cho We Can được phát hành.  Vào ngày 9 tháng 10, teaser video âm nhạc cho "Zig Zag" đã được phát hành. 
Vào ngày 13 tháng 10, We Can và video âm nhạc cho "Zig Zag" được phát hành. 

## Quảng bá
Cùng ngày phát hành EP, vào ngày 13 tháng 10, nhóm đã có một buổi giới thiệu trên các phương tiện truyền thông trực tuyến. 
Nhóm đã quảng bá đĩa đơn "Zig Zag" tại M Countdown của Mnet,  Simply K-Pop của Arirang TV,  Music Bank của KBS2,  Show! Music Core của MBC,  Inkigayo của SBS  và The Show của SBS MTV. 

## Danh sách bài hát
| STT              | Nhan đề                                                             | Phổ lời           | Phổ nhạc                                                 | Thời lượng |
| ---------------- | ------------------------------------------------------------------- | ----------------- | -------------------------------------------------------- | ---------- |
| 1.               | "Unnie" (tiếng Hàn: 언니; Romaja: eonni)                            | Lee Seu-ran       | VINCENZO Fuxxyl Any Masingga Anna Timgren                | 3:13       |
| 2.               | "My Earth"                                                          | Jiyoon (Weeekly)  | Jiyoon (Weeekly) BlueRhythm                              | 3:19       |
| 3.               | "Zig Zag"                                                           | Lee Seu-ran danke | Moon Kim (153?Joombas) STAINBOYS Kim Jeong-woo           | 3:17       |
| 4.               | "Top Secret" (tiếng Hàn: 몰래몰래; Romaja: mollaemollae)            | Lee Seu-ran       | Peter Wallevik Daniel Davidsen Sam Hockings Dawn Elextra | 3:07       |
| 5.               | "Weeekly" (tiếng Hàn: 월화수목금토일; Romaja: weolhwasumokgeumtoil) | Jiyoon (Weeekly)  |                                                          | 3:01       |
| Tổng thời lượng: | Tổng thời lượng:                                                    | Tổng thời lượng:  | Tổng thời lượng:                                         | 16:21      |